# Samsung Heavy Industries

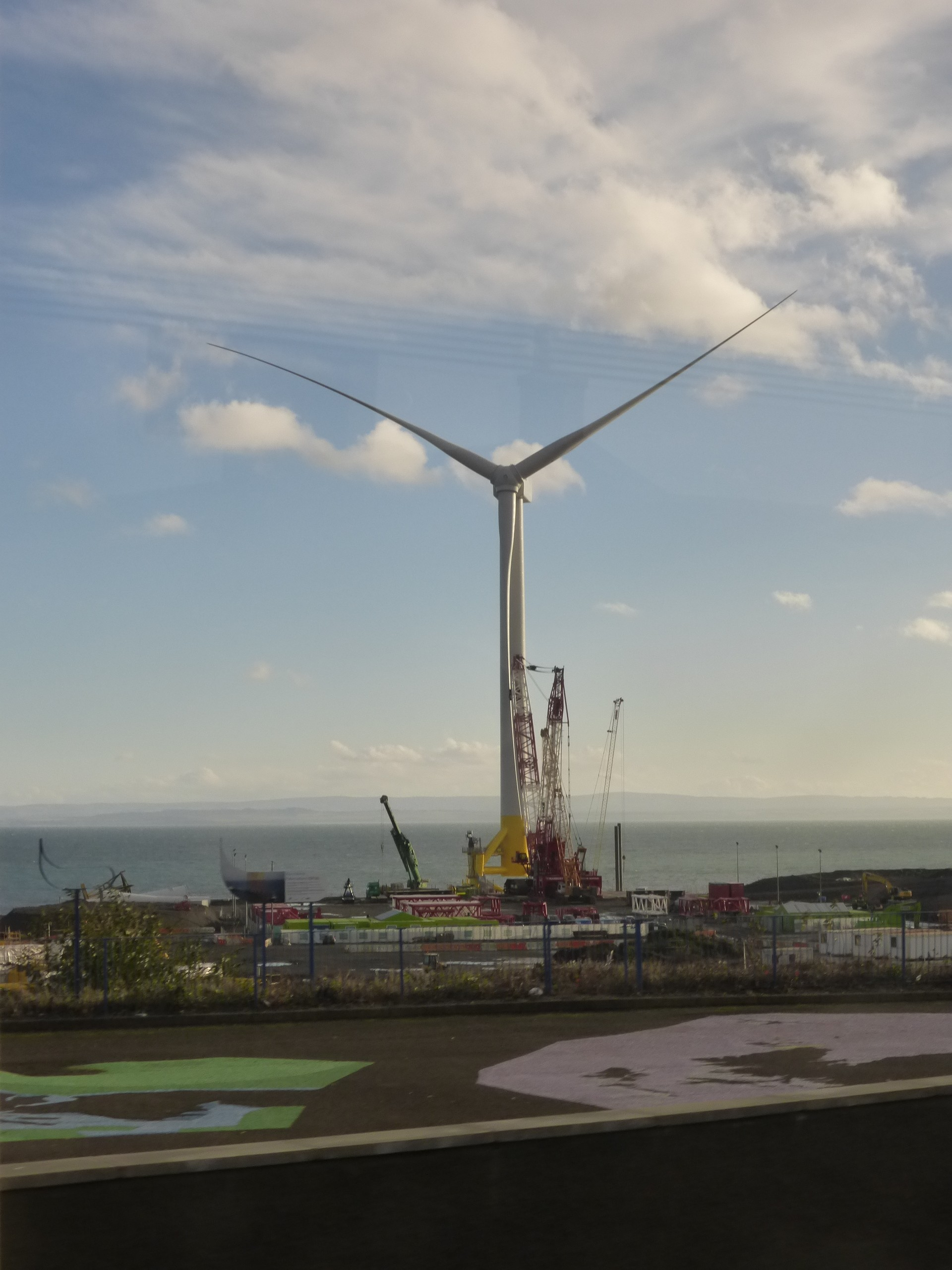
SHI S7.0-171 Prototyp im Fife Energy Park, Methil

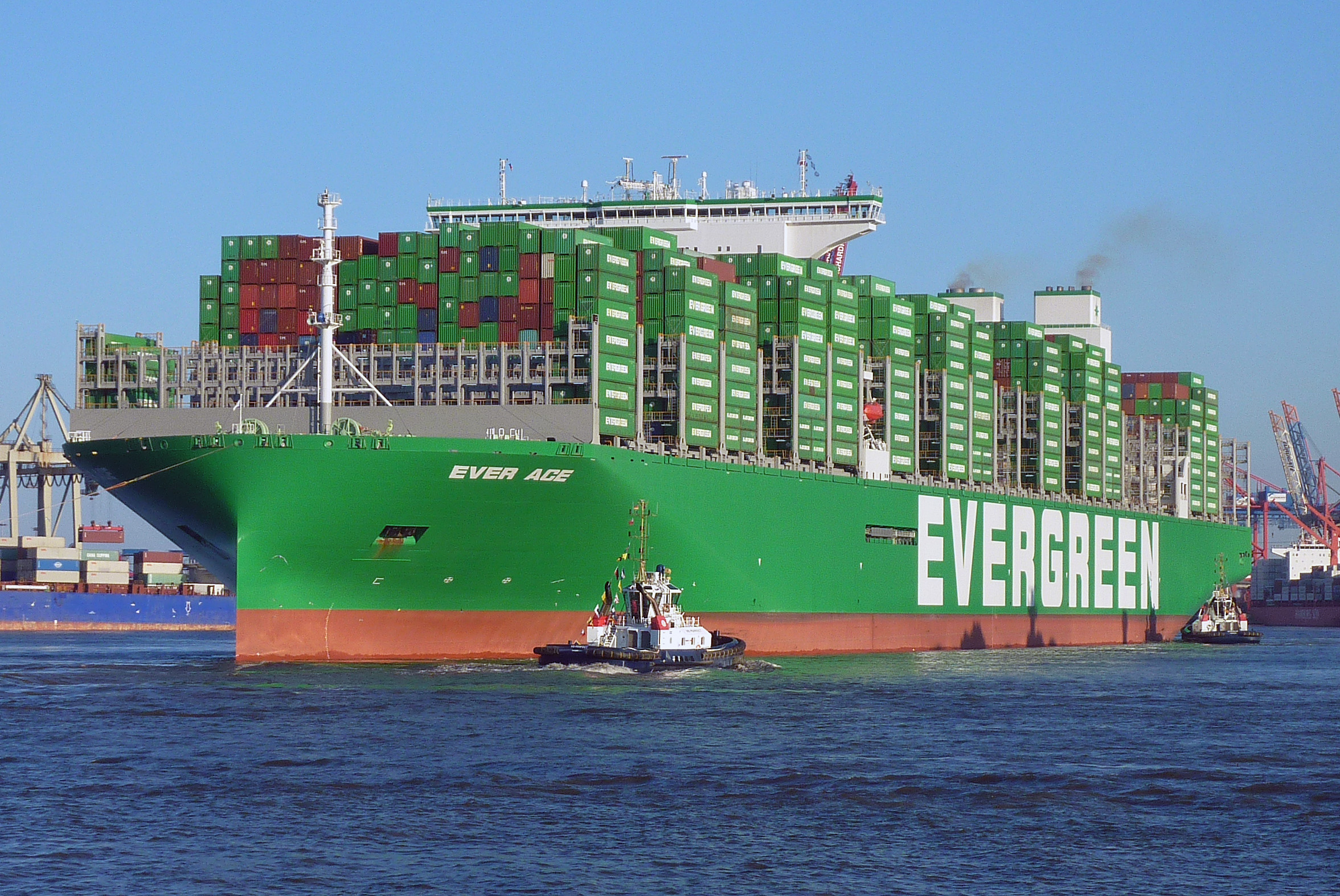
Ever Ace aus der Evergreen A-Klasse

Samsung Heavy Industries (SHI) ist ein südkoreanisches Unternehmen mit Firmensitz in Seoul. Das 1974 gegründete Unternehmen ist ein Tochterunternehmen des südkoreanischen Konglomerats Samsung und gehört zu den größten Werften in Südkorea. Zudem werden Windkraftanlagen hergestellt.

## Geschichte
Neben dem Schiffbau gehörten in den 1990er Jahren auch Nutzfahrzeuge (ausgegliedert in Samsung Commercial Vehicles) und Personenkraftwagen (Samsung Motors) zum Portfolio.
2014 wurde es mit der mit Kraftwerksbau beschäftigten Samsung Engineering fusioniert. So ist SHI neben dem Bau von Schiffen und dem Bau von Offshore-Schwimmplattformen für die Ölindustrie auch im Energiewesen tätig. Unter anderem stellt das Unternehmen Windenergieanlagen her. Neben einem Portfolio für den onshore-Bereich mit 2,3 MW, 2,5 MW und 2,7 MW entwickelte Samsung auch eine 7-MW-Turbine mit 171 Metern Rotordurchmesser für den Einsatz in Offshore-Windparks. Der Prototyp wurde im Oktober 2013 im schottischen Testfeld „Energy Park Fife“ wenige Meter von der Küste entfernt installiert.
Wie alle Werften in Südkorea leidet auch Samsung Heavy Industries wegen des globalen Nachfragerückgangs. Dazu üben einerseits die chinesischen Werften mit ihrem Kostenvorteil großen Druck auf südkoreanische Werften aus, andererseits haben die südkoreanischen Werften kaum noch Kostenvorteile gegenüber Werften aus Japan wegen der Abwertung des Yens. Gleichzeitig wurden in der Vergangenheit aufgrund der starken Proteste der Gewerkschaften große Lohnsteigerungen akzeptiert. Zudem gelang es den südkoreanischen Werften nicht wie den deutschen Werften alternative Geschäftsbereiche (wie z. B. Kreuzfahrtschiffe) für sich zu erschließen. So gingen die Auftragseingänge bei Samsung Heavy Industries wie bei den anderen südkoreanischen Werften drastisch zurück, insbesondere aus der Ölindustrie. KDB, die staatliche Bank Südkoreas, hat Ende Mai 2016 dem Vorschlag des Unternehmens zugestimmt, unternehmensinterne Maßnahmen durchführen zu lassen. Dazu gehören die Veräußerung von Geschäftsbereichen außerhalb des Kernbereiches, Kapitalerhöhung sowie Entlassungen der Belegschaft. Mit diesen Maßnahmen möchte das Unternehmen bis zu 1,3 Mrd. US-Dollar einsparen. Bis 2018 sollen durch Frühverrentung und Entlassungen die Belegschaft um 30–40 % verkleinert werden. Die Gewerkschaft hatte für Streik gestimmt um gegen die Planung zu protestieren.